# Numidia (Pennsylvanie)
Numidia est une census-designated place située dans le comté de Columbia, dans l’État de Pennsylvanie, aux États-Unis. Lors du recensement de 2020, elle compte 274 habitants.